# Grão-Pará (Santa Catarina)
Grão-Pará, auch Grão Pará, amtlich portugiesisch Município de Grão-Pará, ist eine Gemeinde im brasilianischen Bundesstaat Santa Catarina der Região Sul. Die Bevölkerungszahl wurde zum 1. Juli 2021 auf 6621 Einwohner geschätzt, die auf einer Gemeindefläche von rund 334,4 km² leben und Grão-Paraenser (grão-paraenses) genannt werden. Die Entfernung zur Hauptstadt Florianópolis beträgt 189 km. Die Bevölkerungsdichte liegt rechnerisch bei 18,4 Personen pro km². Sie steht an 168. Stelle der 295 Munizips des Bundesstaates.
Landwirtschaft und Schweinezucht haben einen hohen Anteil am Bruttosozialprodukt der Stadt.

## Geographie
Umliegende Gemeinden sind Urubici, Rio Fortuna, Braço do Norte und Orleans.
Auf dem Gemeindegebiet befindet sich ein Teil des 1980 geschaffenen Naturschutzgebietes Parque Estadual da Serra Furada, in dem eine beeindruckende Berglandschaft mit schroffen Tälern und Steilhängen und das dazugehörige Stück Regenwald der Mata Atlântica geschützt wird.
Es hält zudem Flächenanteile am Nationalpark São Joaquim.

## Bevölkerungsentwicklung
| Jahr | Einwohner | Stadt | Land  |
| --- | --------- | ----- | ----- |
| 1991 | 5.626     | 2.008 | 3.618 |
| 2000 | 6.040     | 2.674 | 3.366 |
| 2010 | 6.223     | 3.019 | 3.204 |
| 2021 | 6.621     | ?     | ?     |
| Hier fehlt eine Grafik, die leider im Moment aus technischen Gründen nicht angezeigt werden kann. Wir arbeiten daran! |           |       |       |

Quelle: IBGE (2011)

## Ethnische Zusammensetzung
Ethnische Gruppen nach der statistischen Einteilung des IBGE (Stand 2000 mit 5817 Einwohnern, Stand 2010 mit 6223 Einwohnern): Von diesen lebten 2010 3019 Einwohner im städtischen Bereich und 3204 im ländlichen Raum.
| Gruppe      | Anteil 2000 | Anteil 2010 | Anmerkung                        |
| ----------- | ----------- | ----------- | -------------------------------- |
| Brancos     | 5.649       | ▲ 5.916     | Weiße, Nachfahren von Europäern  |
| Pardos      | 157         | ▼ 147       | Mischrassige, Mulatten, Mestizen |
| Pretos      | 5           | ▲ 156       | Schwarze                         |
| Amarelos    | 0           | ▲ 4         | Asiaten                          |
| Indígenas   | 0           | ▼ 0         | indigene Bevölkerung             |
| ohne Angabe | 6           | –           |                                  |

## Stadtverwaltung
Bei den Kommunalwahlen in Brasilien 2016 wurde Marcio Borba Blazius von der PSD zum Stadtpräfekten (Bürgermeister) für die Amtszeit 2017 bis 2020 gewählt. Er wurde bei den Kommunalwahlen in Brasilien 2020 durch Helio Alberton Júnior von der Partei Progressistas (PP) für die Amtszeit von 2021 bis 2024 abgelöst.